# Conus glicksteini
Conus glicksteini is een in zee levende slakkensoort uit het geslacht Conus. De slak behoort tot de familie Conidae. Conus glicksteini werd in 1987 beschreven door Petuch. Net zoals alle soorten binnen het geslacht Conus zijn deze slakken roofzuchtig en giftig. Zij bezitten een harpoenachtige structuur waarmee ze hun prooi kunnen steken en verlammen.